# .bq
.bq je nepoužívaná doména určená pro ostrovy Bonaire, Svatý Eustach a Saba, které souhrnně tvoří Karibské Nizozemsko.